# Din kärlek, Jesus, gräns ej vet
Din kärlek, Jesus, gräns ej vet är en diakonipsalm, som ibland kallas Diakonipsalmen. Diktad av biskop Ernst Lönegren 1917.  
Melodi (F-dur, 2/2) av Johann Crüger från år 1653, samma som till Den korta stund jag vandrar här och O gode Ande, led du mig. I Koralbok för Nya psalmer, 1921 anges melodin vara från 1535 och samma som till psalmen Din spira, Jesus, sträckes ut. Om kompositionsåret är samma som publiceringsåret kan inte avgöras, men melodin trycktes i Geistliche Lieder av boktryckaren Joseph Klug i Wittenberg 1535.

## Publicerad som
- Nr 567 i Nya psalmer 1921, tillägget till 1819 års psalmbok under rubriken "Kyrkan och nådemedlen: Ordets ämbete och församlingslivet: Diakoni".
- Nr 237 i 1937 års psalmbok under rubriken "Diakoni".
- Nr 91 i Den svenska psalmboken 1986, 1986 års Cecilia-psalmbok, Psalmer och Sånger 1987, Segertoner 1988 och Frälsningsarméns sångbok 1990 under rubriken "Vittnesbörd-tjänst-mission".
- nr 480 i den finlandssvenska psalmboken  under rubriken "Ansvar och tjänande".